# NGC 6767
NGC 6767 is een dubbelster in het sterrenbeeld Lier. Het hemelobject werd in 1886 ontdekt door de Duits-Britse astronoom Jacob Gerhard Lohse (1851-1941).